# Yokohama Stadium
Das Yokohama Stadium (japanisch 横浜スタジアム Yokohama Sutajiamu) ist ein Baseballstadion in der japanischen Stadt Yokohama, Präfektur Kanagawa.

## Sport
Das Yokohama Stadium ist die Heimspielstätte des Baseballteams Yokohama DeNA BayStars und bietet 30.000 Zuschauern die Möglichkeit, die Spiele zu verfolgen. Während der Olympischen Sommerspiele 2020 fanden hier das Softball- und das Baseballturnier statt.

## Konzerte
Am 2. August 1981 traten im Yokohama Stadium Carlos Santana und Masayoshi Takanaka auf. Während seiner Debüt-Tournee, der Bad World Tour, gab Michael Jackson 1987 fünf Konzerte, die alle mit jeweils 48.000 Besuchern ausverkauft waren. Auch Tina Turner trat insgesamt vier Mal im Stadion auf, das erste Mal 1988 im Rahmen ihrer Break Every Rule Tour.